# خوسه ماریا یرمو
خوسه ماریا یرمو (اسپانیایی: José Maria Yermo‎; ۲۱ ژوئن ۱۹۰۳ – ۲۱ اکتبر ۱۹۶۰) بازیکن فوتبال و دوچرخه‌سوار اهل اسپانیا بود.
وی بازی‌های المپیک تابستانی ۱۹۲۸ در مسابقات دوچرخه‌سواری و فوتبال شرکت کرده است.